# أوزن بيجة (غرمخان)
أوزن بیجة (بالفارسية: اوزن بیجه) هي قرية تقع في إيران في قسم غرمخان الريفي. يقدر عدد سكانها بـ 297 نسمة .